# Cogoma groga
La cogoma groga (Amanita citrina), també coneguda com a farinera groga o reig bord groc és una espècie bolet agarical de la família de les amanitàcies (Amanitaceae). El seu carpòfor (bolet) no és comestible. Es reconeix pel seu barret de color groc, més o menys viu, l'olor a patata crua, la volva membranosa, el bulb emarginat del peu i que no presenta fibres radials com succeeix en la cogoma verda o farinera borda (Amanita phalloides).

## Hàbitat
El podem trobar en boscos d'arbres planifolis o de coníferes, habitualment entre els mesos de juliol a novembre.

## Gastronomia
L'efecte verinós de la cogoma groga és molt lleu. En l'ésser humà accelera l'activitat del cor i vasoconstricció. A altes temperatures, per contra, l'efecte del verí queda anul·lat en gran part.